# Nidá
Esta página contém alguns caracteres especiais e é possível que a impressão não corresponda ao artigo original.

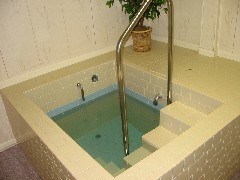
Mikvá do Templo Beth-El (Birmingham)

Nidá, niddah ou nidah ( do hebraico נידה removido , separado ) é a palavra que no judaísmo designa o status de uma mulher durante seu período menstrual e os sete dias subsequentes , até que a mulher mergulhe em uma mikvá,onde será considerada ritualmente purificada.
Nidá designa a categoria de mandamentos e costumes geralmente chamados de pureza familiar (taharat hamishpacha) e também é um nome de um tratado do Talmud.

## Origem
O mandamento de Nidá tem origem na Torá:
- “E uma  mulher, quando tiver o fluxo de sua carne de cor sangüínea, sete dias ficará separada (nidá) na sua impureza”

- “E se limpar-se de seu fluxo, contará para si sete dias e depois se purificará”

Uma moça assume o status de nidá desde quando começa a menstruar. Ao casar-se, quando tiver qualquer eliminação de sangue do seu útero , mesmo a mais minúscula, a mulher é considerada Temeah; isto é: ritualmente impura, e deve separar-se do contato do marido pelo período determinado.
Segundo a Torá, uma mulher que dê à luz, também está na condição de nidá e deve separar-se do marido pelo período determinado de impureza.